# 天津市人民政府驻西安办事处
天津市人民政府驻西安办事处，是中华人民共和国天津市人民政府驻西安市的办事处，该办事处负责领导联络协调、招商引资、信息调研、对外宣传、接待服务以及服务驻西安市天津企业等相关事项。该办事处为副局级单位。

## 历史沿革
历史上，1982年11月至1994年10月期间，天津市人民政府建立了驻西安办事处。2001年，经过调整后保留了天津市人民政府驻西安市办事处。2003年，保留天津市人民政府驻西安市办事处。

## 联系区域
目前，天津市人民政府驻西安办事处负责联系陕西省、甘肃省和宁夏回族自治区。